# Sergej Ćetković
Sergej Ćetković (Сергеј Ћетковић), född 8 mars 1976 i dåvarande Titograd (idag Podgorica), är en montenegrinsk popsångare.
Ćetković har studerat vid musikskolan Vasa Pavić och vid musikhögskolan i Cetinje. Hans professionella karriär startade 1998, då han framförde låten Bila si ruža på musikfestivalen Sunčane skale. Debutalbumet Kristina släpptes 2000 och blev en stor framgång i hela det forna Jugoslavien. 2002 släppte han sitt andra studioalbum Budi mi voda. Han deltog i Serbien och Montenegros första uttagning till Eurovision Song Contest 2004, då han framförde bidraget Ne Mogu Da Ti Oprostim. Han kom då på en åttondeplats av tjugofyra tävlande.
Den 19 november 2013 blev Ćetković utvald till att representera Montenegro i Eurovision Song Contest 2014. 9 mars 2014 stod det klart att han kommer att framföra bidraget Moj Svijet. Han tog sig vidare från den första semifinalen och i finalen uppnådde han 19:e plats med 37 poäng.

## Diskografi
- Kristina (2000)
- Budi mi voda (2002)
- Kad ti zatreba (2005)
- The best of (2005)
- Sergej Live (2006)
- Pola moga svijeta (2007)
- 2 minuta (2010)
- Balade (2011)
- Moj svijet (2014)